# إزرائيل كريستيان
إزرائيل كريستيان (بالإنجليزية: Israel Christian) هو شخصية أعمال أمريكي، ولد في 1720 في ديري في أيرلندا الشمالية، وتوفي في 1784.